# Unter weißen Segeln – Träume am Horizont
Unter weißen Segeln – Träume am Horizont ist ein deutscher Fernsehfilm von Gero Erhardt aus dem Jahr 2006. Der sechste und letzte Teil der Fernsehreihe Unter weißen Segeln wurde am 24. März 2006 im Programm Das Erste erstmals ausgestrahlt. Als Gastdarsteller sind Sigmar Solbach, Daniela Ziegler, Sanne Schnapp, Dorothea Schenck, Bernhard Schir, Martin Weinek, Lars Gärtner und Ankie Beilke zu sehen. Gerit Kling verkörpert Saskia, die Cruise-Managerin, und Horst Janson den Kapitän Bernd Jensen.

## Handlung
Die Star Flyer unter ihrem Kapitän Bernd Jensen befindet sich auf einer Kreuzfahrt an die Strände von Südostasien. An Bord sind auch der Arzt Dr. Moritz Fink und seine Frau Wilma. Beide wollen ihren Sohn Wolfgang besuchen, der in Kambodscha an der Renovierung der weltbekannten Tempelanlage Angkor Wat mitarbeitet. Trotz der paradiesischen Umgebung und des luxuriösen Lebens an Bord ist Moritz Fink mürrisch und gereizt und stößt seine Frau mehrfach vor den Kopf. Schließlich stellt sich heraus, dass er unmittelbar vor der Abreise seinen Job verloren hat. Erst als Dr. Fink unter erschwerten Bedingungen der jungen Schauspielerin Luise Steiner in einer Notoperation das Leben rettet, kehrt sein Selbstvertrauen zurück. In Kambodscha angelangt beschließt er spontan, dort mit seiner Frau neu anzufangen und als Arzt zu wirken.
Die lebenslustige Beate, Busenfreundin der Schauspielerin Luise, lernt an Bord den linkischen und unsportlichen Physiker Karl kennen. Dieser quält sich während des Törns mit Sportübungen, denn in seiner Firma wird von den Angestellten körperliche Fitness verlangt. Unter Beates Einfluss wandelt sich der schüchterne Karl und teilt seiner Firma mutig mit, dass seine Stärken auf anderen Gebieten als dem Sport liegen. Schließlich führt die Beziehung von Karl und Beate zu einer Spontanhochzeit auf der Star Flyer.
Cruise-Managerin Saskia hat während dieser Reise zwei Probleme. Einer der Mitreisenden ist ihre ehemalige Liebe Holger Mertens, dem sie noch nie widerstehen konnte. Und Holger hat heimlich die kleine Hundedame Emma mit an Bord geschmuggelt.

## Kritik
Quotenmeter schrieb: „[…] Die Story bietet nichts Besonderes, Drehbuchautor und Regisseur befinden sich ständig auf der verzweifelten Suche nach einem Konflikt.“